# Route nationale 100 (France)
Pour les articles homonymes, voir Route nationale 100.
La route nationale 100, ou RN 100, est une route nationale française reliant Remoulins (Gard), au droit de l'A9, à Avignon. Par le passé, elle continuait jusqu'à La Brillanne, voire à la frontière italienne au col de Larche.

## Histoire
Son tracé entre Digne-les-Bains et la vallée de l'Ubaye a été modifié en 1961 lors de la mise en eau de la retenue de Serre-Ponçon. Entre Digne-les-Bains et Le Lauzet-Ubaye, la RN 100 passait par Barles et La Bréole. Ensuite, la RN 100 a repris les anciens tracés des RN 100A et 100B.
Son parcours de Digne à la frontière a été déclassé en route départementale 900 des Alpes-de-Haute-Provence à la suite de la réforme de 1972. Le reste de son parcours d'Avignon à la vallée de la Durance a été à son tour déclassé en départementale dans le Vaucluse (RD 901 entre Avignon et le sud-est de L'Isle-sur-la-Sorgue, au Nord de la commune de Robion, puis RD 900 au-delà) et les Alpes-de-Haute-Provence (RD 4100) en 2007.
Seul le court tronçon reliant l'A9 près de Remoulins à Avignon (au droit de la liaison Est-Ouest en projet) reste classé dans le réseau routier national.
Une grande partie de la N100 emprunte le tracé exact de l'ancienne voie romaine Via Domitia, depuis Avignon jusque Digne-les-Bains.

## Tracé

### De Remoulins à Apt
- Remoulins D 6100 (km 0)
- échangeur avec l'A9 N 100 (km 3)
- La Baraquette, commune de Domazan (km 8)
- Villeneuve-lès-Avignon N 100 (km 20)
- Avignon D 901 (km 22)
- Le Pontet (km 27)
- Morières-lès-Avignon (km 31)
- Châteauneuf-de-Gadagne (km 35,5)
- Le Thor (km 40)
- L'Isle-sur-la-Sorgue (km 45)
- Coustellet, communes de Cabrières-d'Avignon et de Maubec D 901 (km 55)
- Beaumettes D 900 (km 60)
- Lumières, commune de Goult (km 63)
- Apt D 900 (km 78)

### D'Apt à La Brillanne
- Apt (km 78)

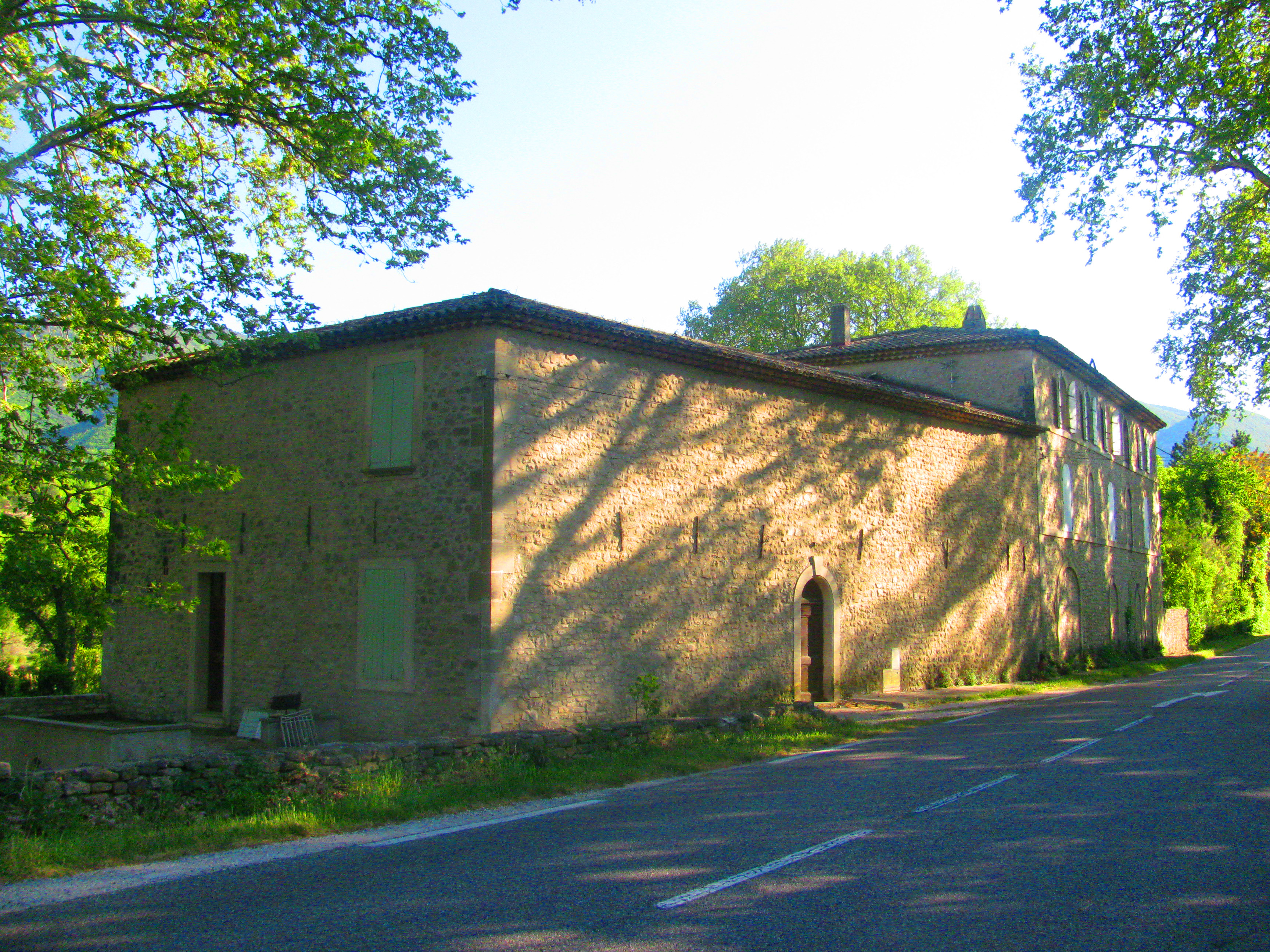
Vue générale de l'ancien relai de poste à chevaux entre Apt et Céreste

- La Bégude, commune de Saint-Martin-de-Castillon (km 90)

Sortie du Vaucluse, entrée dans les Alpes-de-Haute-Provence (D 4100)
- Céreste (km 96,5)
- col des Granons, commune de Reillanne (km 104)
- Mane (km 116,5)
- Forcalquier (km 120)
- Niozelles (km 126,5) puis traverse la rivière le Lauzon près de la confluence avec le Beveron.
- La Brillanne (km 131)

La RN 100, après un tronc commun avec la RN 96 de quelques kilomètres entre la Brillanne et Peyruis, recommençait à une intersection située 2,5 km après cette localité, pour bifurquer vers l'est et passer la Durance et la voie SNCF.

Photos d'un relais de poste à chevaux sur l'ancienne route nationale 100 entre Apt et Céreste
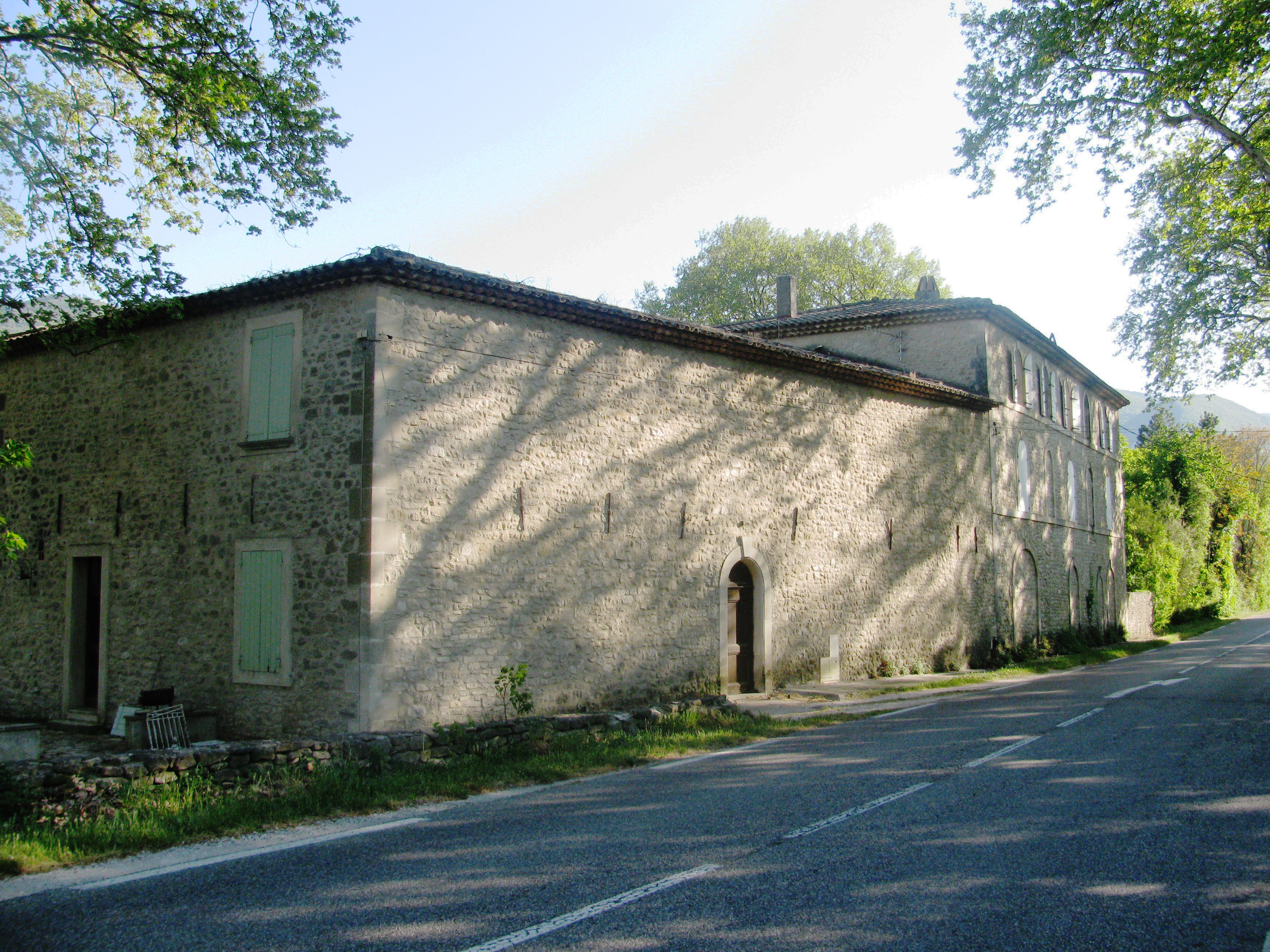
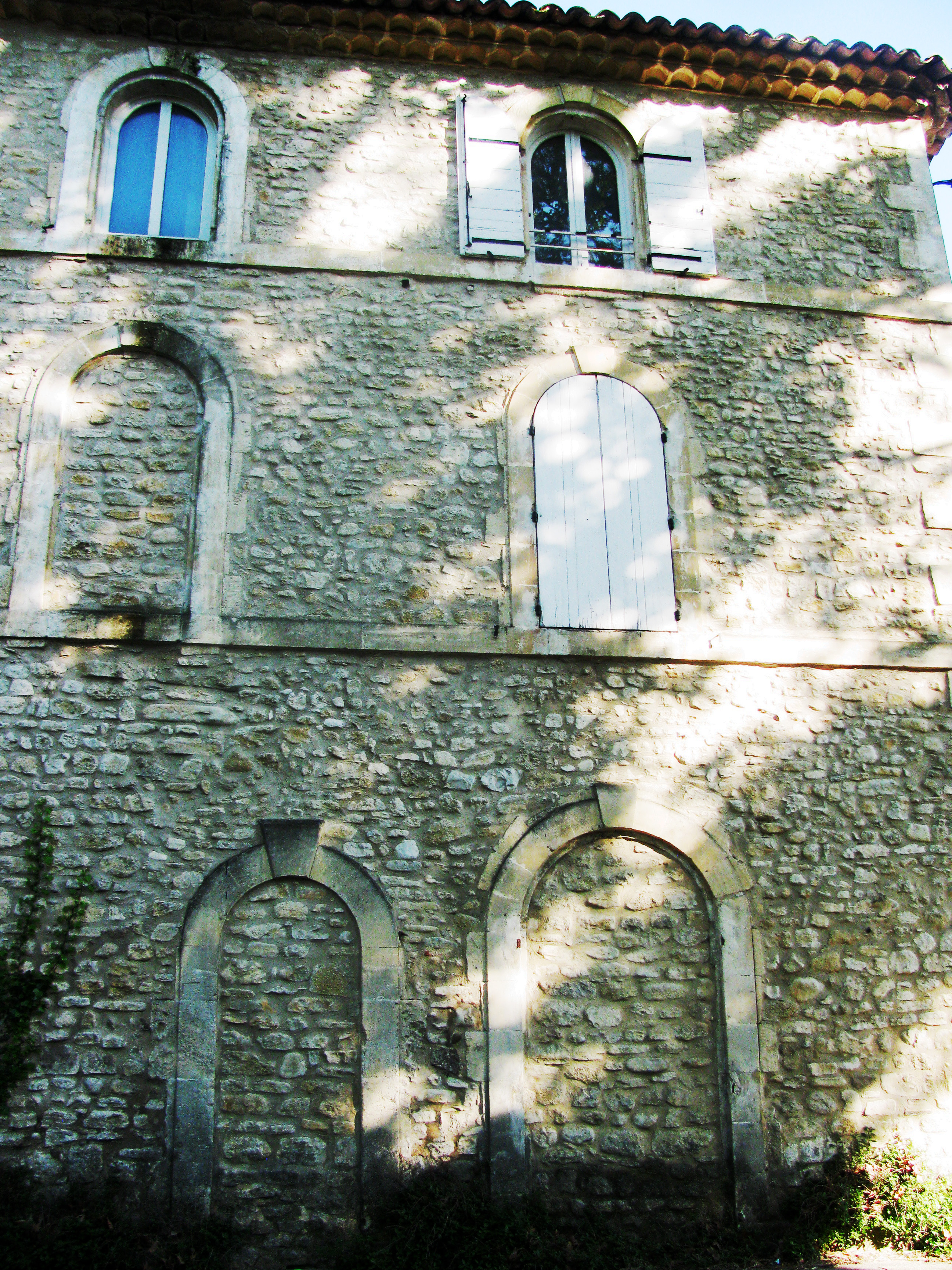
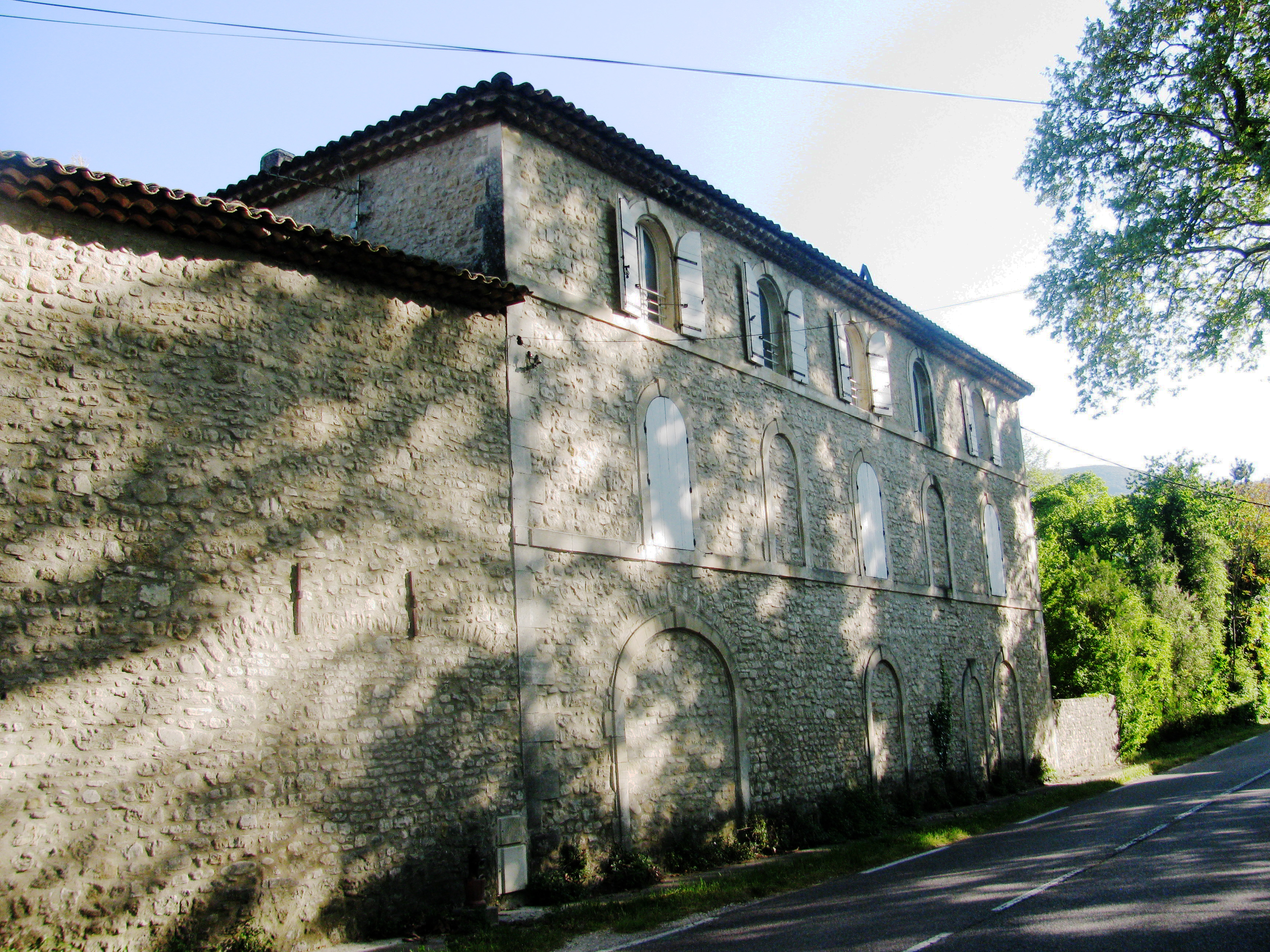

### Des Mées à Malijai
- Les Mées D 4a
- Malijai D 4

Puis la route faisait un long tronc commun avec la RN 85 pour rejoindre Digne-les-Bains. De là elle retrouvait un tracé propre.

### De Digne au col de Larche
- Digne-les-Bains
- Le Brusquet
- La Javie
- Beaujeu
- Col du Labouret (1 240 m)
- Le Moulin, commune du Vernet
- Col de Maure (1 346 m)
- Seyne
- Selonnet
- Montclar
- Col Saint-Jean (1 333 m)
- Saint-Vincent-les-Forts
- Le Lauzet-Ubaye

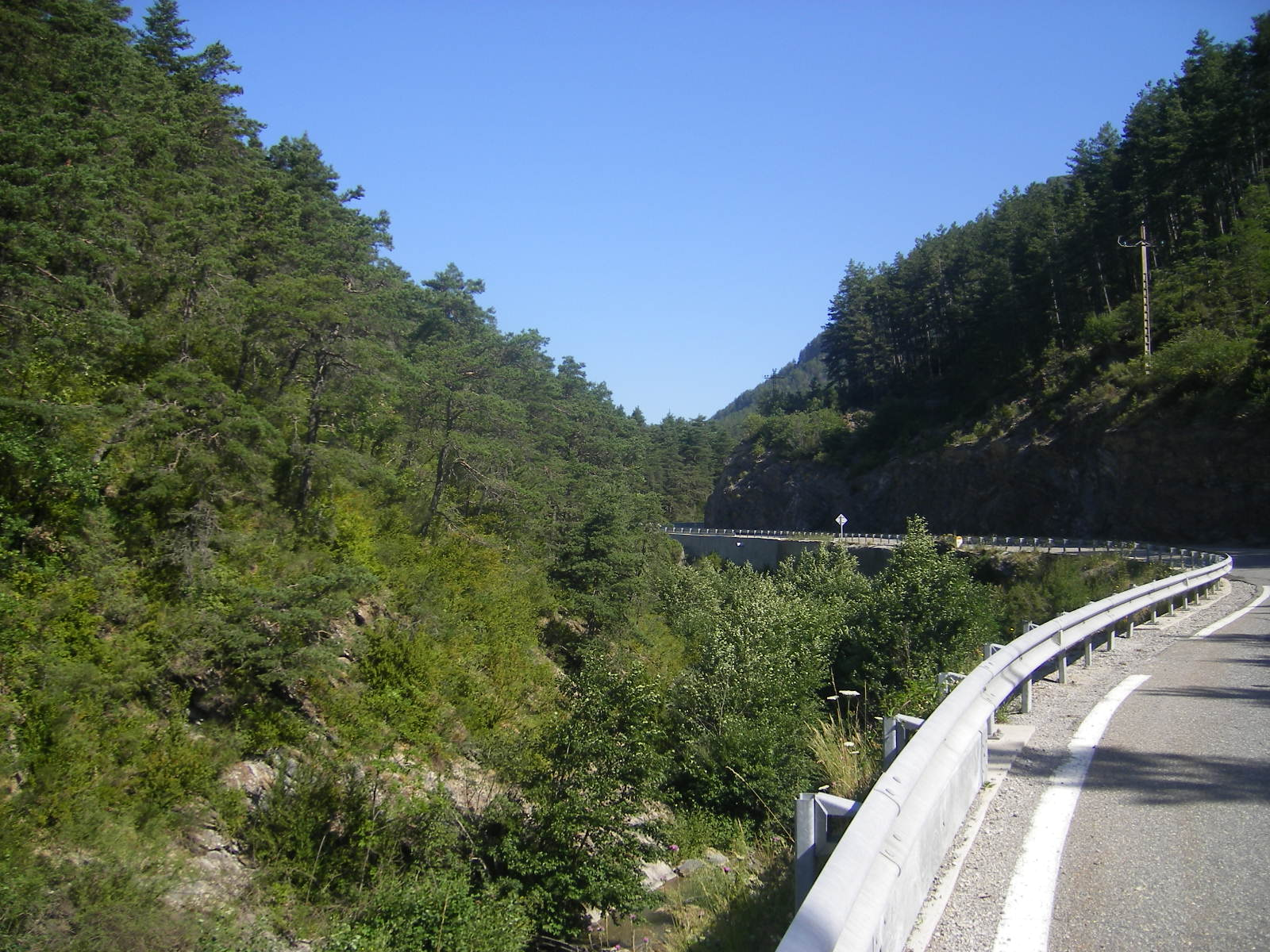
L'ex RN 100 au col du Labouret

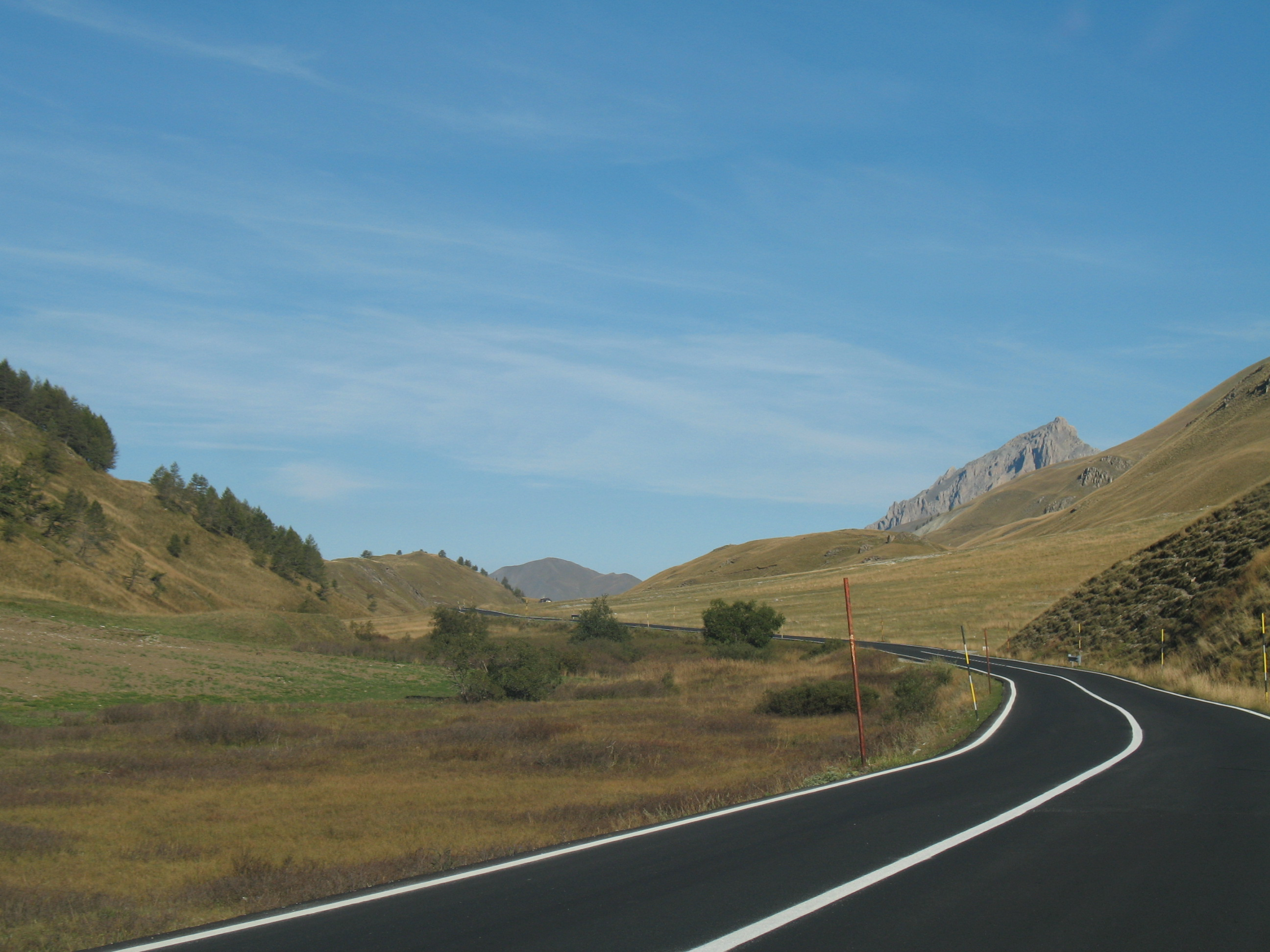
Le col de Larche

- La Fresquière, commune de Méolans-Revel
- Les Thuiles
- Saint-Pons
- Barcelonnette
- Faucon-de-Barcelonnette
- Jausiers (départ de la Route de la Bonette)
- La Condamine-Châtelard
- Meyronnes
- Certamussat, commune de Meyronnes
- Larche
- Col de Larche (1 991 m)
- Italie SS21

## Trafic
Certaines sections de la RN 100 déclassée sont classées route à grande circulation par le décret no 2009-615 du 3 juin 2009, modifié par le décret no 2010-578 du 31 mai 2010 :
- dans le Gard : aux Angles (entre la RN 100 et la frontière avec le Vaucluse)[2] ;
- dans le Vaucluse : entre la N 7 à Avignon et la D 973 à Caumont-sur-Durance, du même point jusqu'à la D 901 à Robion, du même point jusqu'à la D 22 à Apt et du même point jusqu'à la limite avec les Alpes-de-Haute-Provence à Viens, ce qui correspond à l'intégralité de son parcours dans le département[3] ;
- dans les Alpes-de-Haute-Provence : entre Céreste et La Brillanne (D 4100), puis entre Saint-Vincent-les-Forts (D 900B) et Barcelonnette (au droit de la voie communale de la digue des Colporteurs) puis au-delà entre la D 209 et la frontière italienne à Larche[4].

## Galerie d'images

Photos de l'ancienne route nationale 100
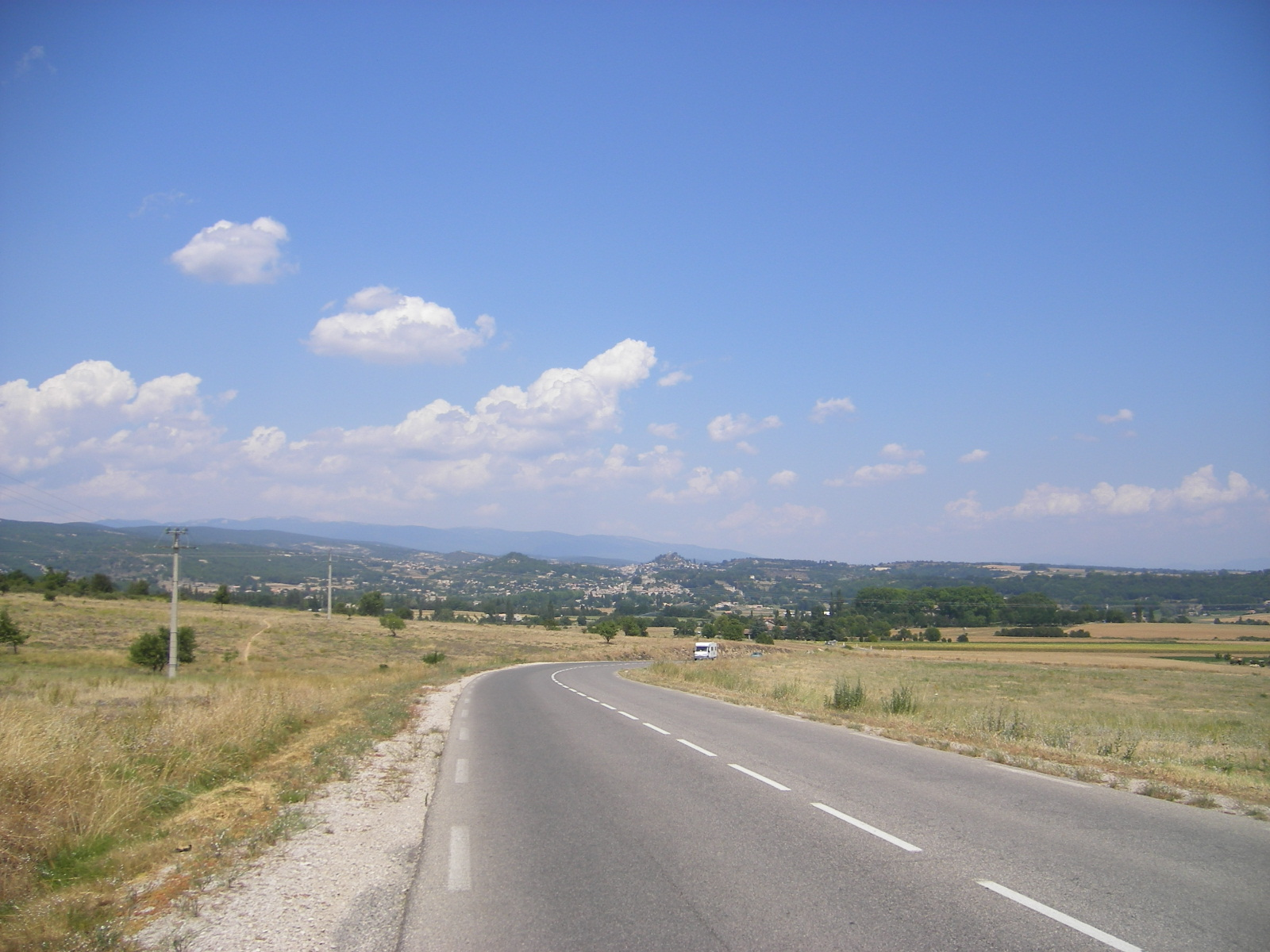
Entre Céreste et Mane.
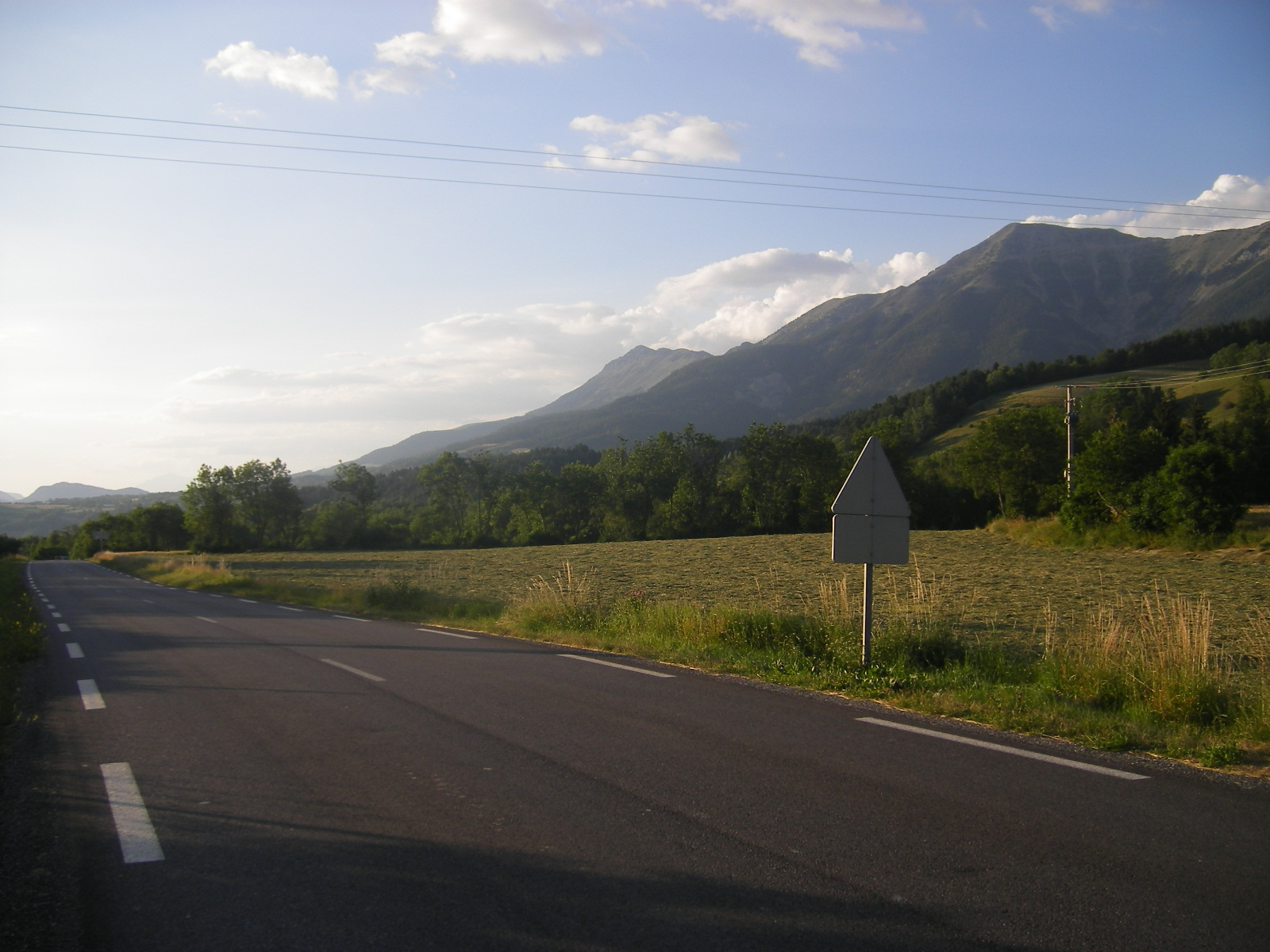
Près du col de Maure.
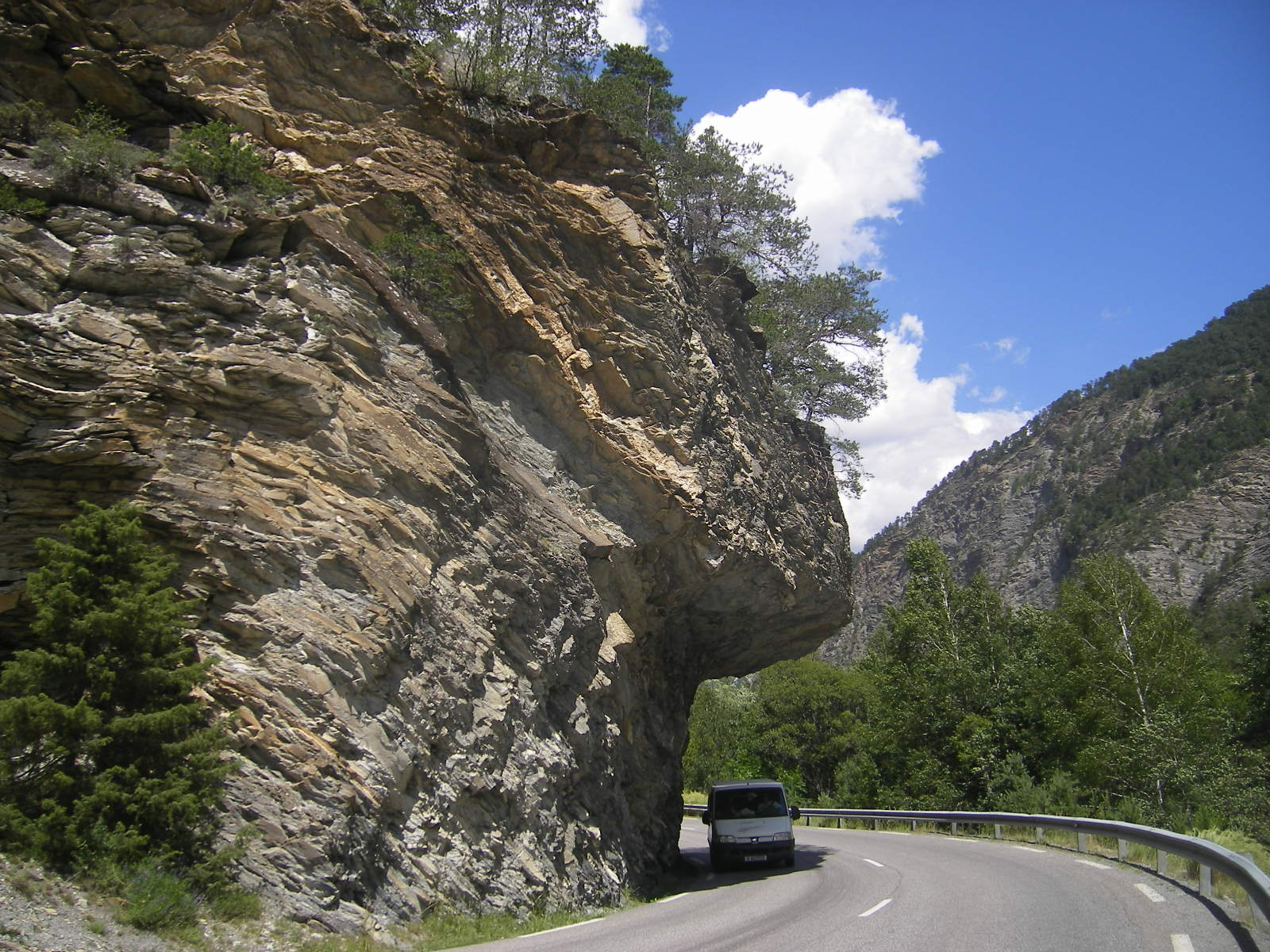
Entre Jausiers et La Condamine-Châtelard (vallée de l'Ubaye).
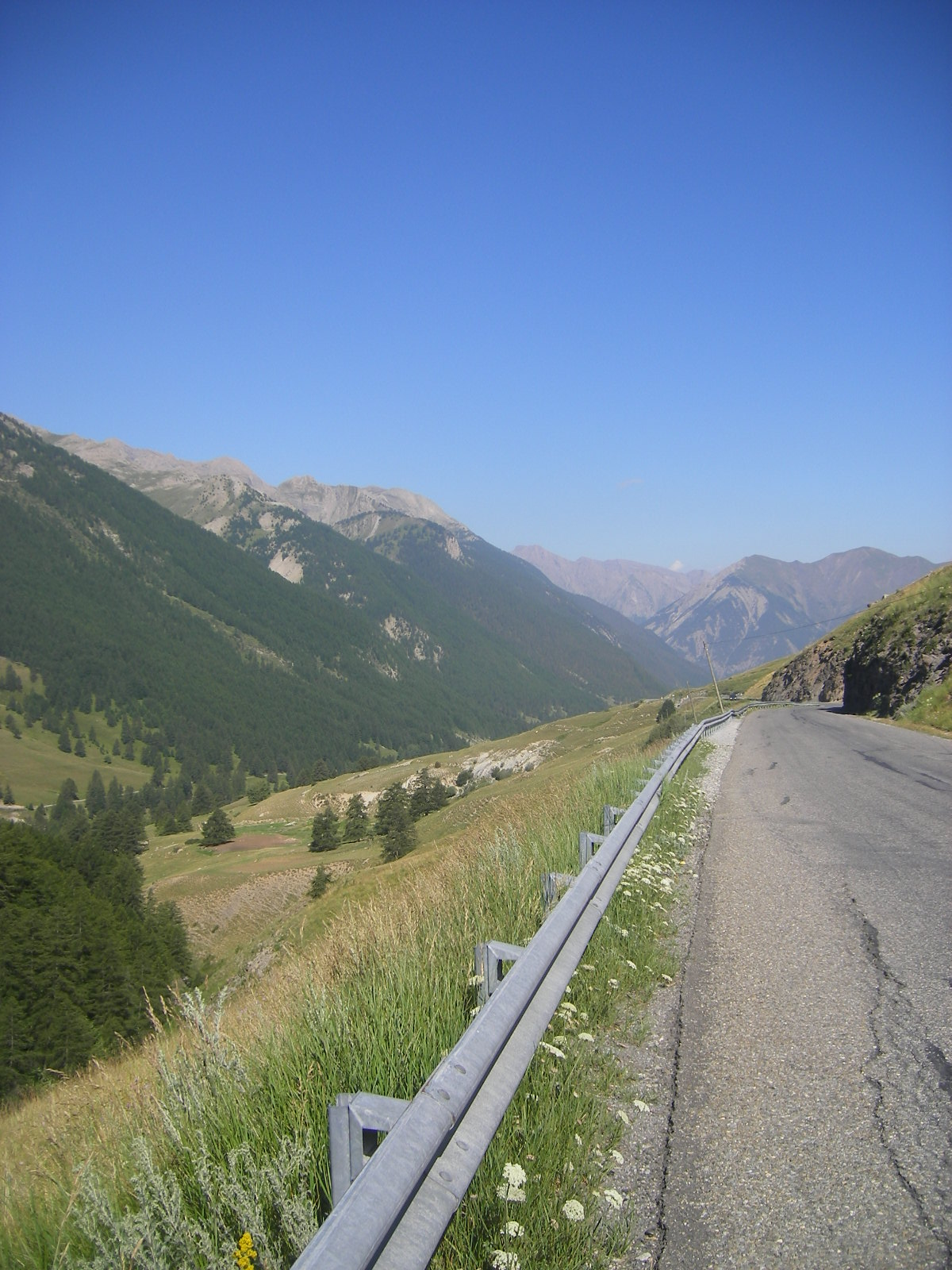
Dans la vallée de l'Ubayette (montée du col de Larche).